# Planetă de carbon
Planetă de carbon (numită și planetă carbonică, carboplanetă, sau planetă de carburi) este o planetă ipotetică compusă, în majoritate, din carbon și derivate: grafit, diamant, carbonado, și buckminsterfullerene (dacă planeta este enormă, deci cu presiuni atmosferice foarte mari). Pot fi, cu anumite condiții, prielnice vieții.
Ipoteza acestui tip de planete a fost concepută de astrofizicianul Marc Kuchner și astronomul Sara Seager. Spre deosebire de planetele telurice, cunoscute în Sistemul nostru Solar, care sunt constituite îndeosebi din oxizi de siliciu sau de metale, planetele de carbon au drept constituent principal carbonul.

## Descrierea tipului
Se presupune că o planetă de carbon ar poseda un nucleu metalic ca și celelalte planete telurice. Totuși, mantaua ar fi constituită din compuși de carbon, din diverse carburi: carbură de siliciu, și alte carburi metalice. S-ar putea, dacă ratio carbonului este suficient, să existe carbon liber, sub formă de strat de grafit care ar putea adăposti un strat subțire de diamant dacă sunt satisfăcute condițiile de presiune.
La suprafață, s-ar afla, fără îndoială, hidrocarburi ca și în atmosferă, monoxidul de carbon ar fi cu siguranță prezent aici un component major. Dezvoltarea vieții ar putea fi aici posibilă în caz de prezență a apei.
Formarea unei planete de carbon nu ar necisita decât o dublare locală a ratio carbon/oxigen în discul protoplanetar.
Pulsarii și piticele albe au mai multe șanse să adăpostească planete de acest tip.

## Planete candidate
Se pare că 55 Cancri e ar fi foarte probabil o planetă de acest tip, potrivit unui studiu recent franco-american.

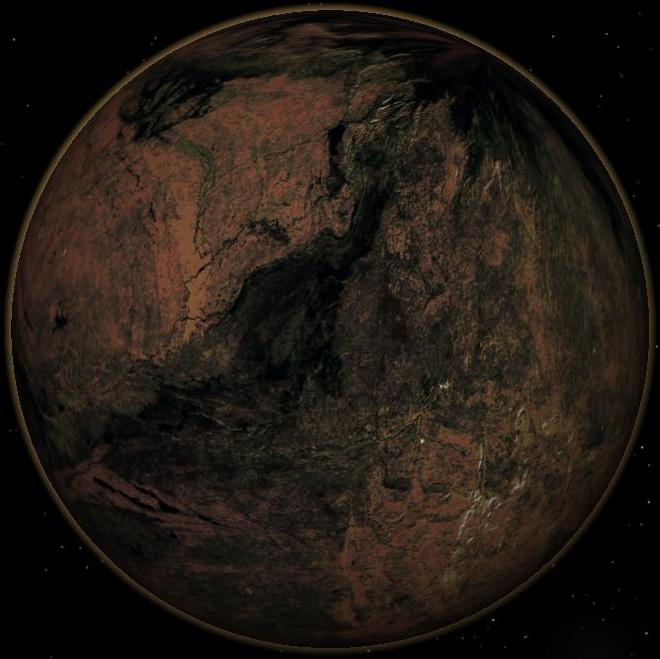
Planetă de carbon
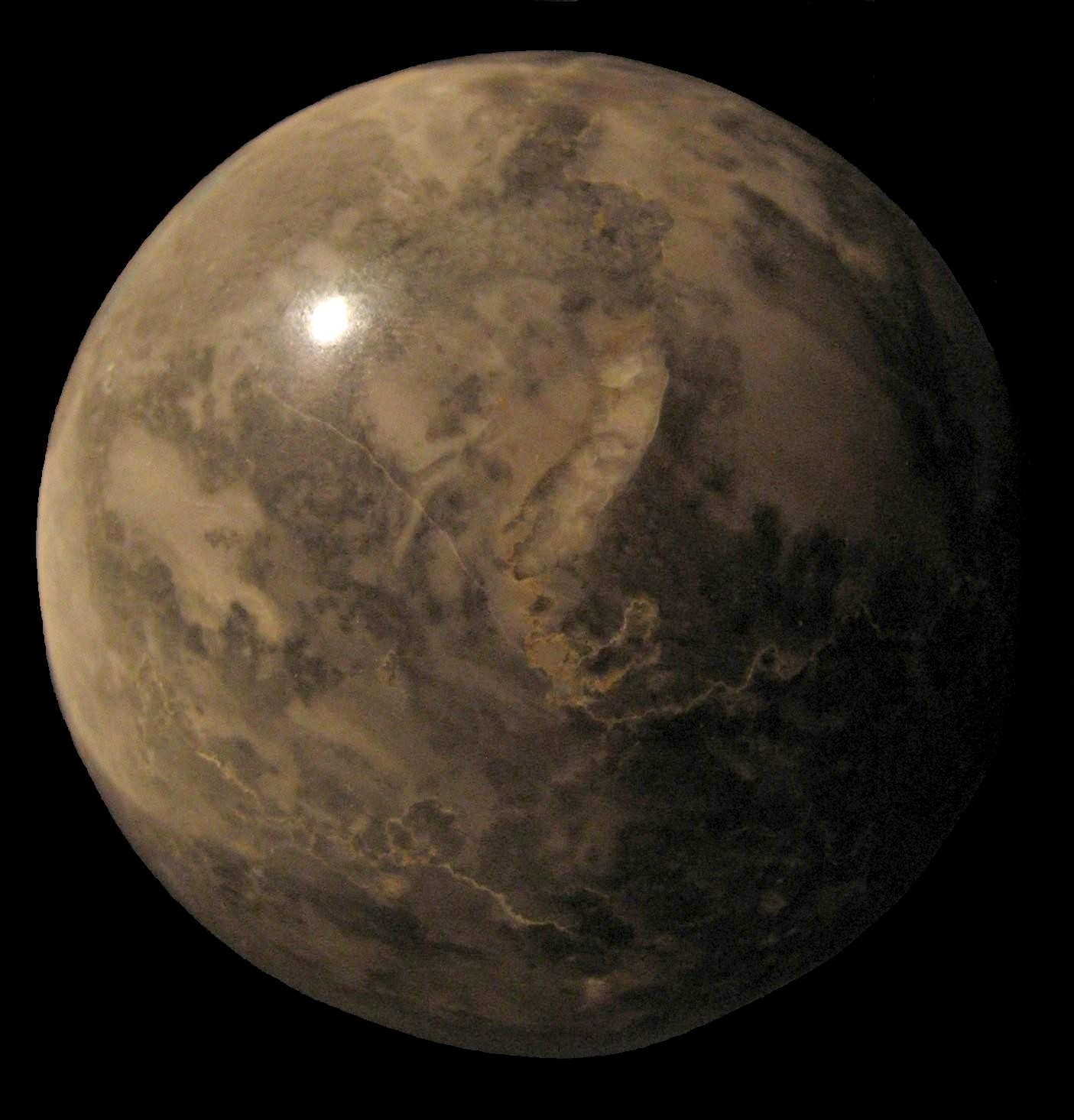